# D-Passion
D-Passion, artiestennaam van Rik Gieling (Hoorn, 25 juli 1982)  is een Nederlandse hardcore-dj. Hij begon in 1998 met het maken van hardcore muziek. Hij bracht zijn eerste plaat uit bij The Third Movement: D-PASSION / T-JUNCTION (2002). Hij geniet veel bekendheid door zijn aparte hardcore sound. Hij staat nu onder contract bij: The Third Movement.

## Discografie
Enkele nummers:
- Unstoppable
- Put things Right
- Change History
- Free Admission
- Wake Up And Become
- Fuck The Free World
- What's Going On
- Cause And Effect
- Realism
- People Of Faith
- Kind of Rude